# Kiescollege
Een kiescollege is een beperkte groep kiezers die in een verkiezing een of meer kandidaten verkiezen voor een bepaalde functie. Deze kiezers zijn op een bepaalde wijze of om een bepaalde reden geselecteerd (verkozen, aangeduid, of bij wet bepaald), vaak opdat deze groep een betere keuze zou maken dan de grotere populatie. Afhankelijk van het precieze systeem, is dit vaak een vorm van getrapte verkiezingen. Het bekendste voorbeeld is het Amerikaanse kiescollege.

## België
In België werd het begrip "kiescollege" (collège électoral) in vroegere kieswetten gebruikt voor de verkiezing van volksvertegenwoordigers: het aantal stemgerechtigde kiezers in een bepaald (kies)arrondissement, dat onder het cijnskiesrecht beperkt was, vormde het kiescollege dat de volksvertegenwoordigers voor dat arrondissement verkoos. In de Grondwet komt de term nog voor in artikel 62 (ingevoegd in 1893 in toenmalig artikel 48): " De samenstelling van de kiescolleges wordt door de wet geregeld."
Tegenwoordig verwijst de term echter naar de verkiezing van het Europees Parlement (en tot 2014, voor de Senaat), waarbij de parlementsleden in vier kieskringen door drie kiescolleges worden verkozen:
- De kiezers in de Vlaamse kieskring en de kiezers van Nederlandstalige lijsten in de Brusselse kieskring vormen het Nederlands kiescollege
- De kiezers in de Waalse kieskring en de kiezers van Franstalige lijsten in de Brusselse kieskring vormen het Frans kiescollege
- De kiezers in de Duitstalige kieskring vormen het Duitstalig kiescollege

## Frankrijk
De Franse Senaat wordt verkozen door een collège électoral; dit zijn 150.000 leden van de Nationale Vergadering, regionale raden en departementsraden.

## Nederland
In Nederland wordt de Eerste Kamer gekozen door de leden van Provinciale Staten in het Europese deel van Nederland en ook door de leden van vier Kiescolleges voor de Eerste Kamer: 
- Kiescollege Bonaire:  9 zetels (2017)
- Kiescollege Sint Eustatius: 5 zetels (2017)
- Kiescollege Saba : 5 zetels (2017)
- Kiescollege Niet-ingezetenen (Buitenland): 25 zetels  (2022)

Het betreft niet alleen een getrapte verkiezing, maar ook een gewogen stemming; de waarde van de stemmen van de leden van de Staten c.q. het Kiescollege is gerelateerd aan het aantal inwoners van het gebied dat zij vertegenwoordigen.

## Verenigde Staten
Het bekendste voorbeeld waar de term gehanteerd wordt, is bij de Amerikaanse presidentsverkiezingen. Hier worden per staat een aantal kiesmannen verkozen, die op hun beurt een kiescollege (electoral college) vormen om daadwerkelijk de president te verkiezen.